# Marko Pusa
Marko Pusa (* 15. April 1977 in Hollola) ist ein ehemaliger finnischer Dartspieler, der bei Turnieren der British Darts Organisation (BDO) teilnahm.

## Karriere
Pusa war beim Winmau World Masters 1999 erstmals im Fernsehen zu sehen. Hierbei gelang ihm nach Siegen über Andy Gudgeon, dem ehemaligen Weltmeister Steve Beaton und Andy Jenkins der Einzug in das Halbfinale. Dort verlor er gegen Wayne Jones. Im Jahr 2000 erreichte Pusa das Finale der Finnish Open, unterlag jedoch dort Mervyn King. 2001 gelang es ihm zum ersten Mal sich für die BDO-Weltmeisterschaft zu qualifizieren. Dabei konnte er Colin Monk bezwingen und gewann im Achtelfinale auch gegen Jez Porter. Dabei spielte er 101,4 Punkte im Durchschnitt. Dies ist der fünfthöchste Average der in der Geschichte des Turniers gespielt wurde. Anschließend trat Pusa gegen den amtierenden Sieger des World Masters, John Walton im Viertelfinale an. Hier verlor er die ersten 14 Legs nacheinander, ein Negativrekord, der bei dem Turnier nie gebrochen werden sollte. Pusa gelang letztlich nur zwei Leggewinne bei seiner 0:5-Niederlage. John Walton gewann schließlich auch das Turnier.
Bei den Norway Open 2001 fuhr Pusa einen seiner wichtigsten Titel ein. Im Finale schlug er Kevin Painter. Bei seiner zweiten Teilnahme an der BDO-Weltmeisterschaft 2002 war er an Position vier gesetzt. Er konnte dann auch Matt Clark bezwingen, verlor aber erneut gegen den späteren Turniersieger, den Australier Tony David. Pusa machte anschließend 2005 mit dem Sieg bei den Finnish Open auf sich aufmerksam. Dabei gewann er gegen den Schweden Kenneth Hogwall im Halbfinale und Mervyn King im Finale. Seit den World Masters 2005, bei denen er zum Auftakt gegen den Gibraltarer George Federico verlor, wurde Pusa nicht mehr bei größeren Turnieren gesehen.

## Weltmeisterschaftsresultate

### BDO
- 2001: Viertelfinale (0:5-Niederlage gegen  John Walton) (Sätze)
- 2002: Achtelfinale (1:3-Niederlage gegen  Tony David)

## Titel

### WDF
- Norway Open Sieger: 2001
- Finnish Open Sieger: 2005
- WDF World Cup – Sieger des Mannschaftswettbewerbs: 2005 (zusammen mit Ulf Ceder, Jarkko Komula und Kim Viljanen)

### Sonstige
- Nordic Cup – Sieger des Doppelwettbewerbs: 1998 (zusammen mit Keivo Survonen), 2000 (zusammen mit Jarkko Komula)
- Nordic Cup – Sieger des Einzelwettbewerbs: 2000